# Issaak Glikman
Isaak Davídovitx Glikman (1911–2003) fou un critic literari i teatral soviètic, llibretista, guionista i professor al Conservatori de Sant Petersburg. Va ser un amic íntim del compositor Dmitri Xostakóvitx.

## Biografia
Glikman va néixer el 1911 a Vítebsk, en una família jueva, fill de l'actor David Glikman. Es va graduar a la facultat de filologia de la Universitat de Leningrad. Treballant en l'administració de la Unitat d'Educació de Masses de la Filharmònica de Leningrad, va conèixer Xostakóvitx el 1931, amb qui va començar a col·laborar com a consultor literari i secretari no oficial. Als anys 1940, va dirigir la secció literària del Teatre d'Òpera Petit. Col·laborant amb compositors, llibretistes i directors, va participar en la creació de noves obres escèniques, com Guerra i pau de Serguei Prokófiev. Va escriure guions per a òperes i operetes famoses i va treballar molts anys com a consultor musical i editor a Lenfilm.

## Filmografia
- 1958: Mister X
- 1959: Morning Star
- 1959: Eugene Onegin
- 1960: La dama de piques
- 1969: Príncep Ígor